# Buffalo Bill

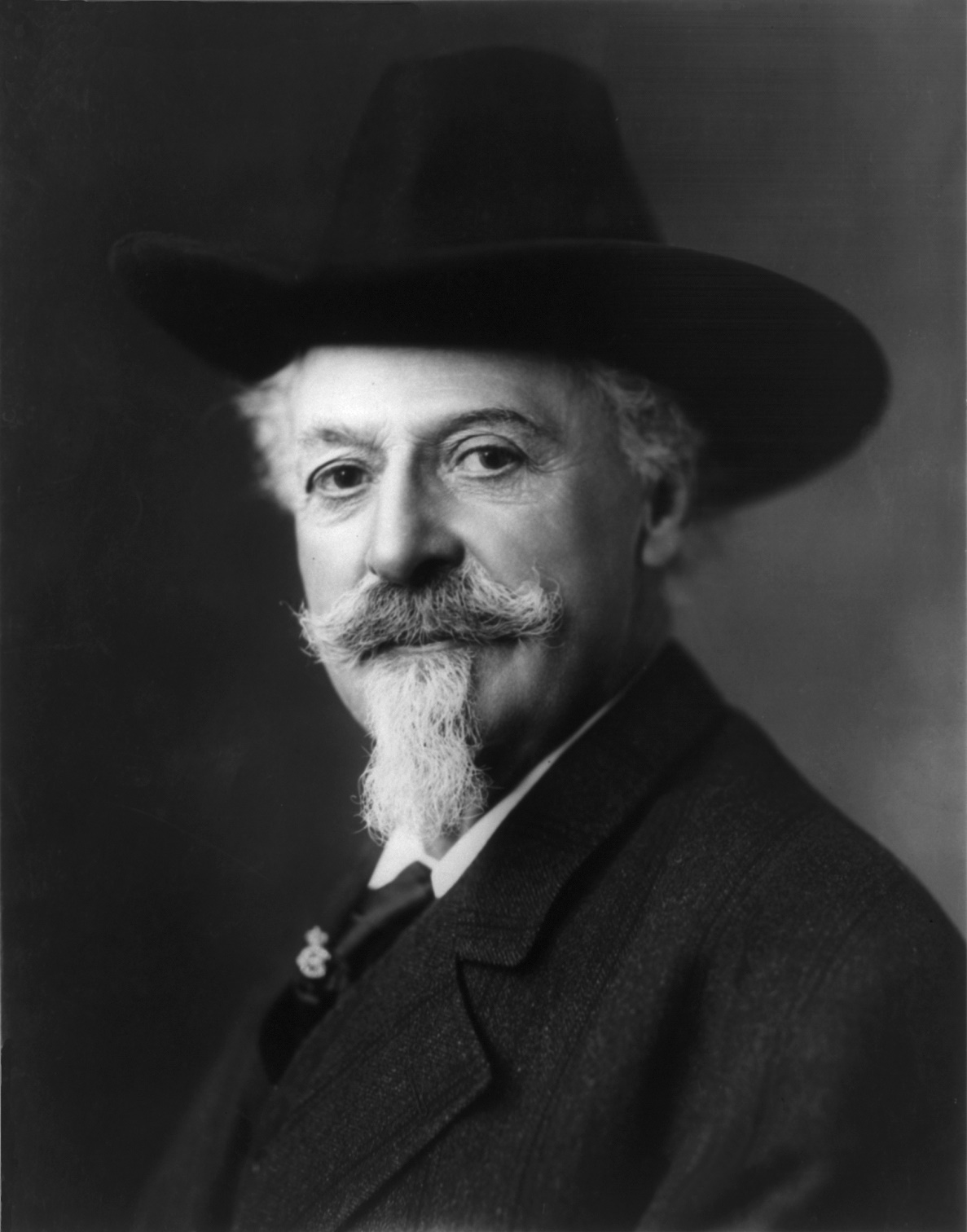
Buffalo Bill, 1911

William Frederick Cody, genannt Buffalo Bill (* 26. Februar 1846 bei Le Claire, Iowa-Territorium; † 10. Januar 1917 in Denver, Colorado), war ein US-amerikanischer Bisonjäger und einer der Begründer des modernen Showbusiness.

## Leben

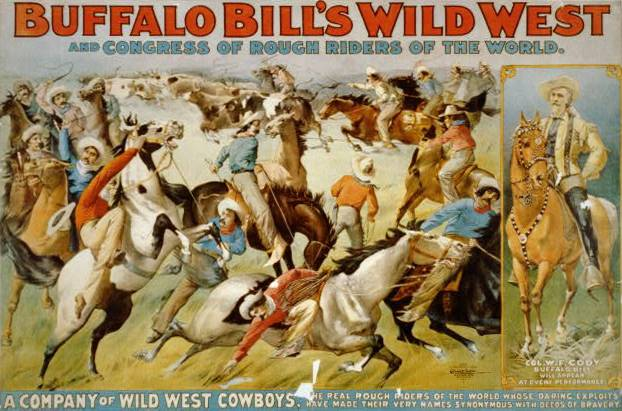
Werbeplakat in den USA

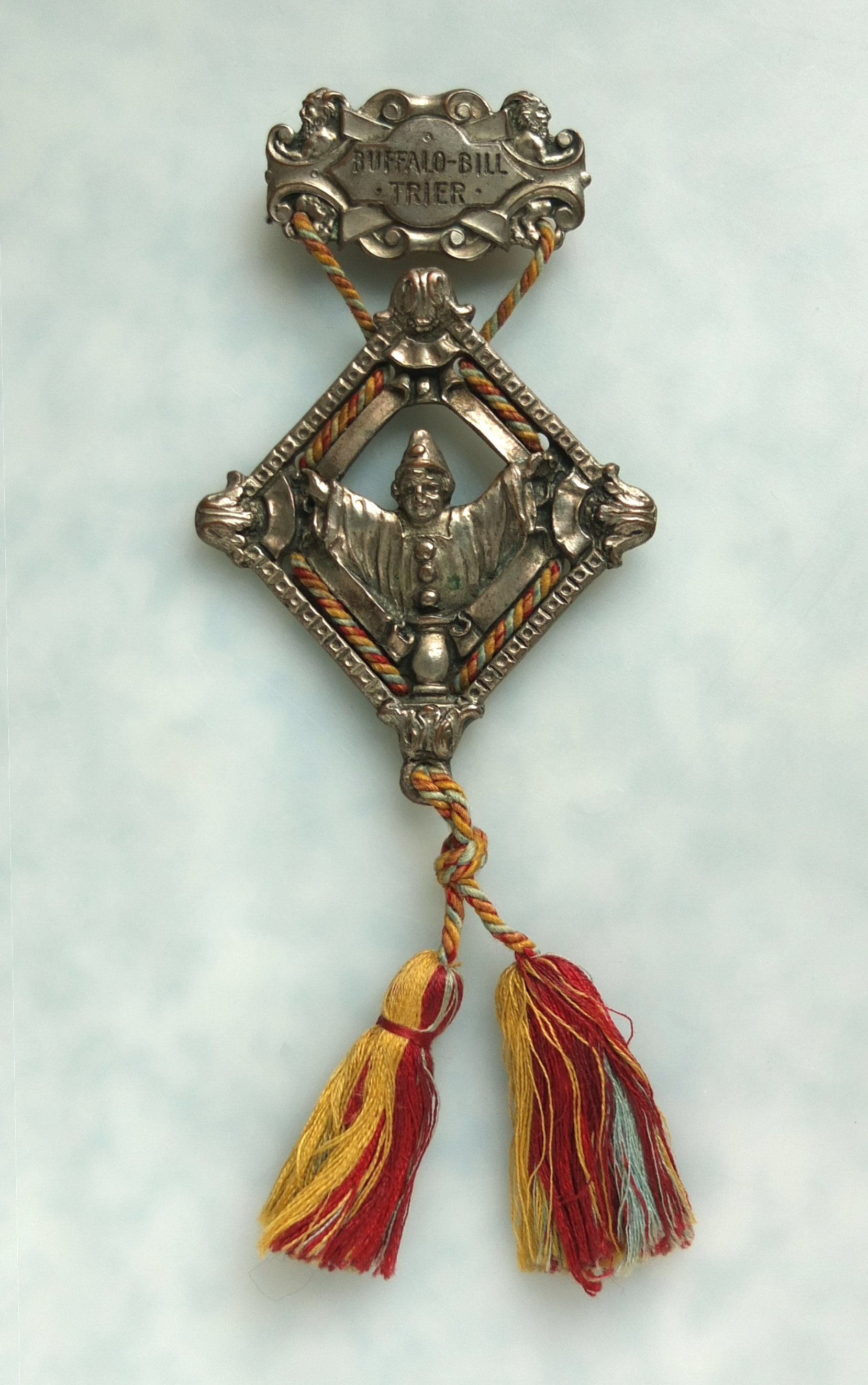
Trierer Karnevalsorden von 1907

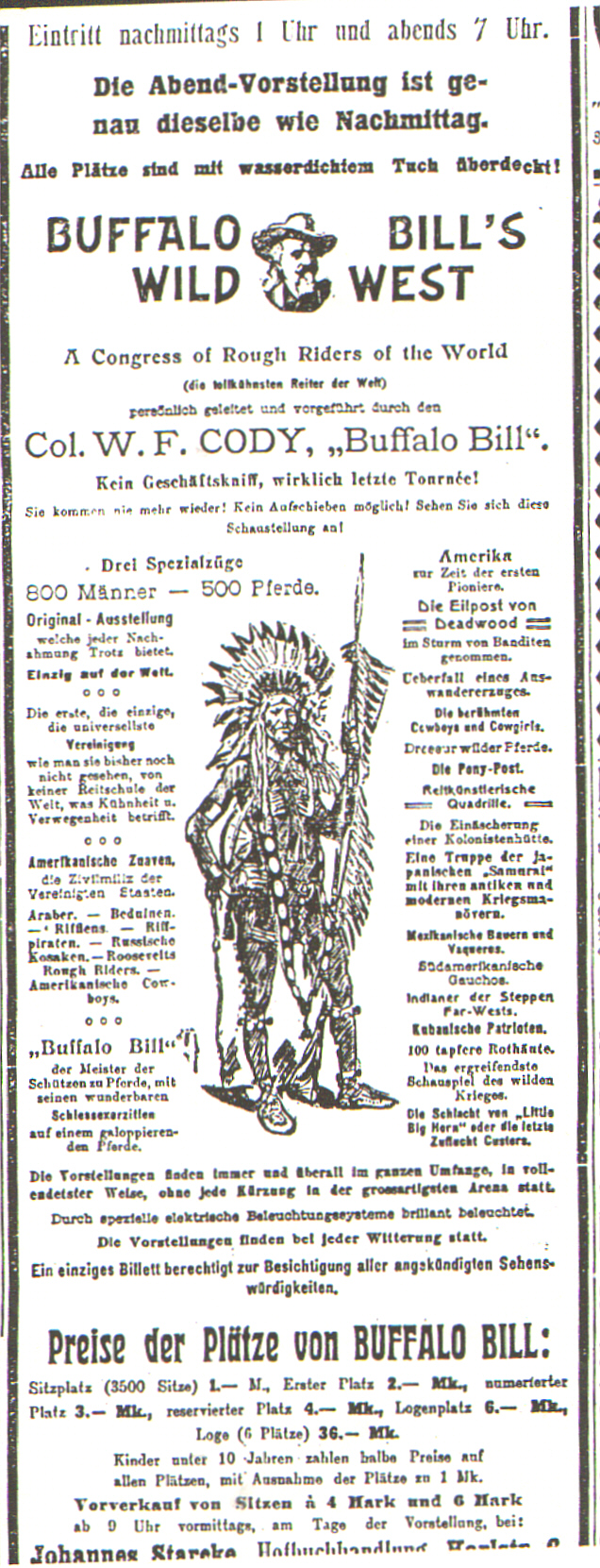
Werbeanzeige zur letzten Deutschlandtour

William Frederick Cody wuchs in der Nähe von Fort Leavenworth in Kansas auf. Seine Eltern hatten 1840 geheiratet und sich in Le Claire niedergelassen. Nach Martha, Julia und Samuel folgte der Sohn William, auf ihn noch Eliza, Helen, May und Charlie. Nach dem Tod des ältesten Sohns, der im Alter von zwölf Jahren nach einem Sturz gestorben war, verließ die Familie Le Claire und zog nach Salt Creek Valley. Da Codys Vater gegen die Sklaverei eintrat, wurde er zweimal angegriffen und musste sich verstecken. Er zog nach Lawrence und konnte nur sporadisch Kontakt zu seiner Familie halten. 1857 starb Codys Vater. Der nunmehr älteste Sohn, William, sorgte als Halbwaise für die Mutter und seine Geschwister.

Bisonjagd – Bisons liegen tot im Schnee (1872)

Bereits als Kind arbeitete William Frederick Cody für das Unternehmen Russel & Majors (später Russel, Majors & Waddell) als Zugführer, Wagon Master, Pony-Express-Reiter und Kutscher. Als junger Mann nahm er am Goldrausch in Colorado teil. Später arbeitete er wieder beim Pony-Express und anschließend als Kundschafter (Scout) für die Union sowohl im Amerikanischen Bürgerkrieg als auch in Kriegen gegen die Indianerstämme der Kiowa und Comanche in Kansas. Zwischen 1867 und 1868 versorgte er die Arbeiter der Kansas Pacific Railway mit Fleisch. Hierbei tat er sich als sehr erfolgreicher Bisonjäger hervor und erhielt seinen Übernamen „Buffalo Bill“. Von 1868 bis 1872 beschäftigte ihn die US-Armee als Scout.
1872 erhielt er als ziviler Scout der 3rd US Cavalry die Medal of Honor, den höchsten Tapferkeitsorden der USA. 24 Tage nach Buffalo Bills Tod, am 5. Februar 1917, wurde der Orden aberkannt, weil eine Verleihung an den Zivilisten William Cody nicht hätte erfolgen dürfen, der gleiche Grund lag bei Mary Edwards Walker vor. Die US-Armee sprach 1989 Cody den Orden jedoch postum erneut zu.
1876, nach der Schlacht am Little Bighorn, stellte er sich der US-Armee erneut als Kundschafter für einen Rachefeldzug gegen die Indianer zur Verfügung. Im Gefecht am Warbonnet Creek tötete er den vermeintlichen Unterhäuptling Yellow Hand (eigentlich Yellow Hair) und skalpierte ihn mit dem Ausruf: „Der erste Skalp für Custer!“ Yellow Hand blieb neben seinem Pferd das einzige Opfer des Gefechts, welches von den Zeitungen im Osten als große Schlacht dargestellt wurde.

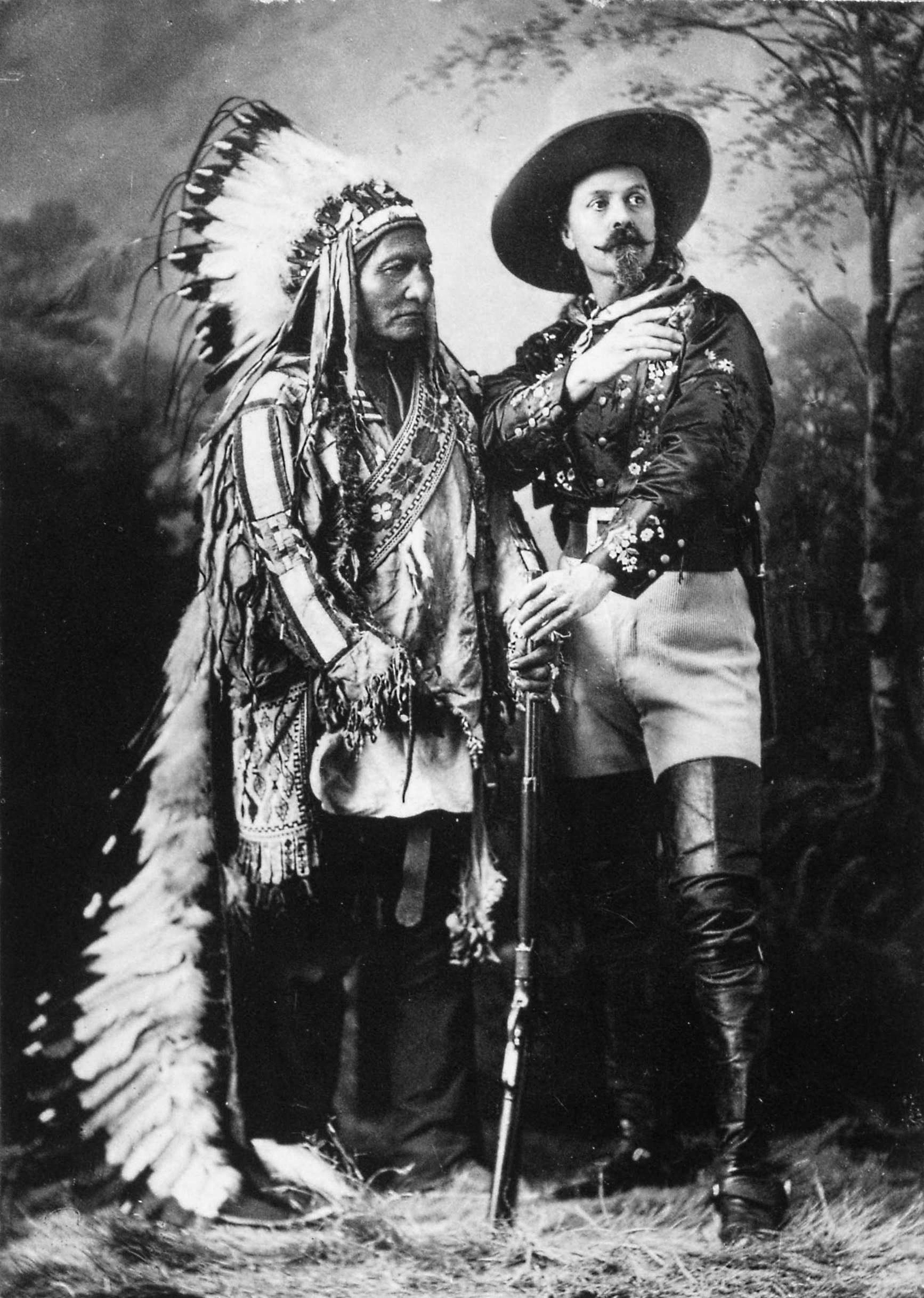
Sitting Bull und Buffalo Bill 1885

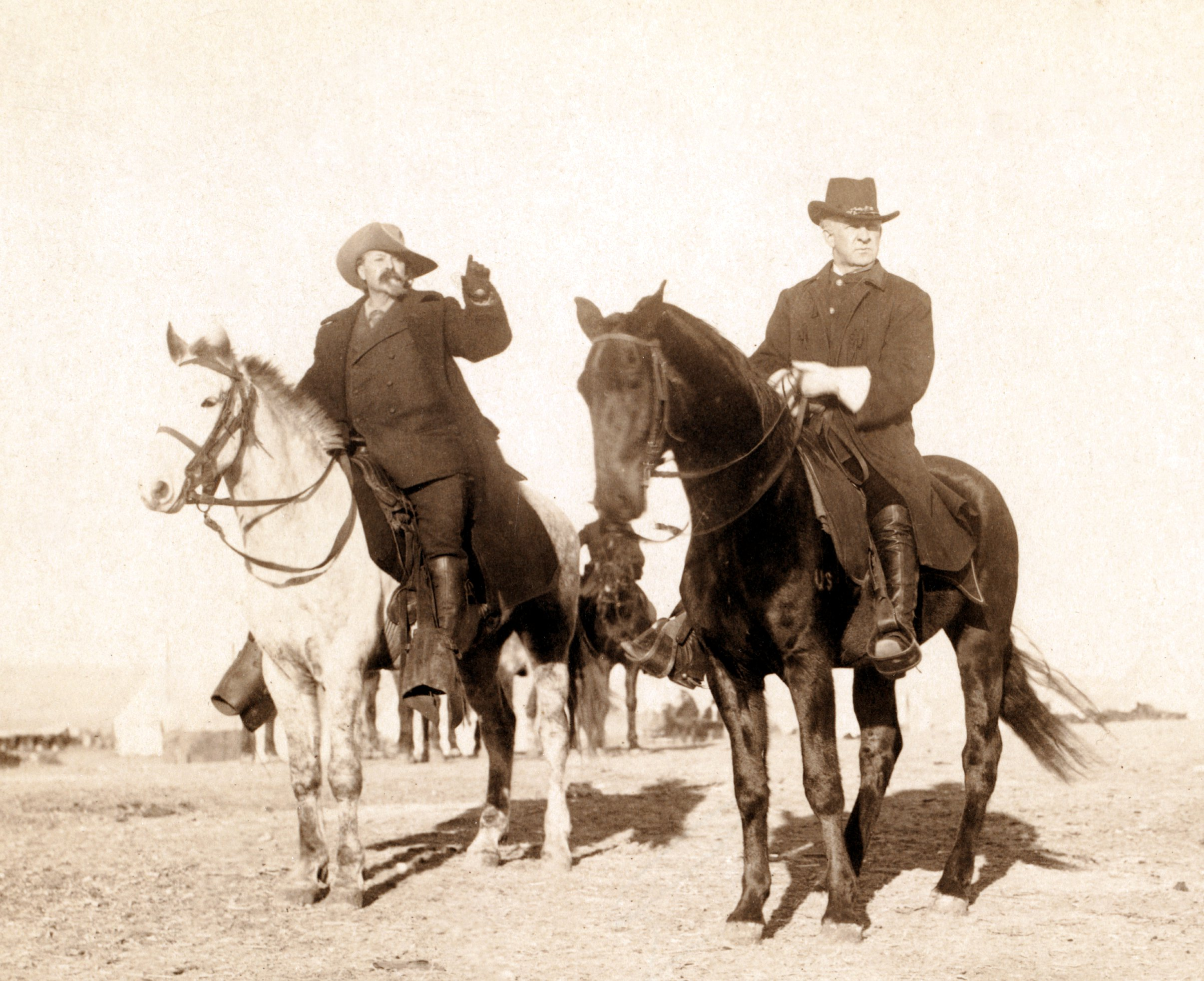
Buffalo Bill (links) mit dem US-Army-General Nelson Appleton Miles bei der Inspektion eines Indianerlagers in der Pine Ridge Reservation (Ausschnitt einer Fotografie von John C. H. Grabill, 1891)

Ned Buntline, ein US-amerikanischer Journalist aus New York, begann nach einer Begegnung mit Cody, Theaterstücke, Berichte und Groschenhefte über „Buffalo Bill“ zu veröffentlichen, die kommerziell sehr erfolgreich wurden. Etliche Episoden waren wesentlich an der Bildung des in der Folge nachhaltigen Klischees über den Wilden Westen beteiligt.
Cody, der sich 1872 bereits Künstlergruppen angeschlossen hatte und in den Stücken von Ned Buntline aufgetreten war, erkannte seine wirtschaftliche Chance, trennte sich von Buntline und gründete 1883 seine eigene Buffalo Bill’s Wild West Show, die ganz dem populistischen Stil der Veröffentlichungen von Ned Buntline und anderen entsprach. Die Show stellte ein riesiges Aufgebot an Menschen und Tieren dar, und es gelang Cody, berühmte indianische Häuptlinge wie Sitting Bull als Mitwirkende zu engagieren.
Cody exportierte seine Show auch nach Europa. Die Buffalo Bill’s Wild West Show wurde erstmals am 19. April 1890 in München aufgeführt. In München wurde Buffalo Bill scherzhaft „Ochsen-Willi“ genannt. Cody gastierte mit seiner Truppe vom 19. April bis zum 5. Mai 1890 auf der Theresienwiese. Dafür wurde ein etwa 6.000 Zuschauer fassendes Zelt aufgebaut. Die stets ausverkauften, dreistündigen Nachmittagsvorstellungen wurden noch von Menschen verfolgt, die sich auf umliegende Hausdächer stellten. Prinz Ludwig, der spätere König Ludwig III. von Bayern, und sein Hofstaat zählten zu den Ehrengästen. Die einheimische Presse schrieb amüsiert:
„Abgesehen von kleinen Intermezzi, als da sind Pferderennen zwischen Cowboys, Mexikanern und Indianern, zwischen amerikanischen Hinterwäldler-Damen, zwischen sattellosen Indianerknaben usw., haben wir drei Hauptstücke: die brillanten Leistungen der Schützen, das unübertreffliche Reiten in jeglicher Gestalt der Cowboys und Vaqueros und drittens die interessanten Kämpfe mit den Indianern, die natürlich gegenüber dem Civilisationsmittel der Flinte stets den Kürzeren ziehen.“
Vom 16. bis 21. Juli 1890 campierte Cody in Braunschweig auf dem Leonhardplatz. Der Tross bestand aus 30 Eisenbahnwaggons „mit Hunderten von Indianern, Cowboys, Pferden, Büffeln …“. Die Chronisten meldeten damals im Braunschweiger Stadtanzeiger Zuschauerrekorde: 13.634 Zuschauer am 16. Juli, 15.937 am 17. Juli, 18.316 am 18. Juli, 18.536 am 19. Juli, 17.743 am 20. Juli und 12.000 am 21. Juli. Überschattet wurde das Ereignis von zwei Unglücksfällen, vom Tod eines Sioux-Indianers und von der Verletzung eines Jungen durch Büffelhörner.
Anfang September 1890 gastierte Cody in Bremen und unterhielt die staunende Bevölkerung mit seinen Darbietungen. Dabei trat er auf der Radrennbahn An der Schleifmühle gegen einheimische Sportler an und verlor prompt gegen einen Bremer Bäckermeister. Am 16. September 1890 trat er in Köln auf der Pferderennbahn auf, die im Vorjahr eröffnet worden war.
1891 gastierte er mit seiner Show in der Karlsruher Südstadt. Die Einwohner des Stadtteils erhielten daraufhin, zunächst abwertend, den Spitznamen „Südstadtindianer“, den sie noch heute tragen. 1892 trat er mit seiner Show im Pariser Bataclan auf. Während einer weiteren Europatournee trat Buffalo Bill am 16. Juni 1906 in Trier auf, was dazu führte, dass der Trierer Karneval in der folgenden Session seine Wild West Show als Motto wählte. Nach der Jahrhundertwende flaute das Publikumsinteresse an seiner Show ab – das neue Medium war das aufkommende Kino. Auch Cody gründete eine Filmgesellschaft – die aber wenig erfolgreich war. Investitionen in nicht vorhandene Silberminen sowie seine Freigebigkeit ruinierten ihn schließlich.
Buffalo Bill war seit dem 5. März 1870 ein Mitglied im Bund der Freimaurer. Seine Loge (Platte Valley Lodge No. 32) ist in North Platte ansässig. Sein von den Masonic Lodges of Colorado gestiftetes Grab enthält freimaurerische Inschriften.

## Die Stadt Cody
Bei den mehrmaligen Versuchen, eine eigene Stadt zu gründen, verlor William Cody sehr viel Geld. Der Ort Cody im Bighorn Basin im US-Bundesstaat Wyoming wurde 1896 von ihm und einigen Investoren gegründet und nach ihm benannt. Dort befinden sich das hierher umgesetzte Geburtshaus von Cody, das historische Irma Hotel mit der alten Cody-Bar, das Buffalo Bill Historical Center, das Blockhaus des Original Buffalo Bill Museums und das Monument Buffalo Bill Cody – the Scout aus dem Jahr 1923 von Gertrude Vanderbilt Whitney, der Begründerin des Whitney Museum of American Art in New York City. Das Buffalo Bill Historical Center enthält verschiedene Museen: The Buffalo Bill Museum, The Plains Indian Museum, The Whitney Gallery of Western Art und The Draper Museum of Natural History. In The Whitney Gallery of Western Art befinden sich neben Skulpturen auch zahlreiche Bilder bekannter Maler des Wilden Westens, beispielsweise von George Catlin, Karl Bodmer, Albert Bierstadt, Thomas Moran, Charles M. Russell und Frederic Remington. Der Buffalo Bill Dam wurde ebenfalls nach ihm benannt.

## Tod

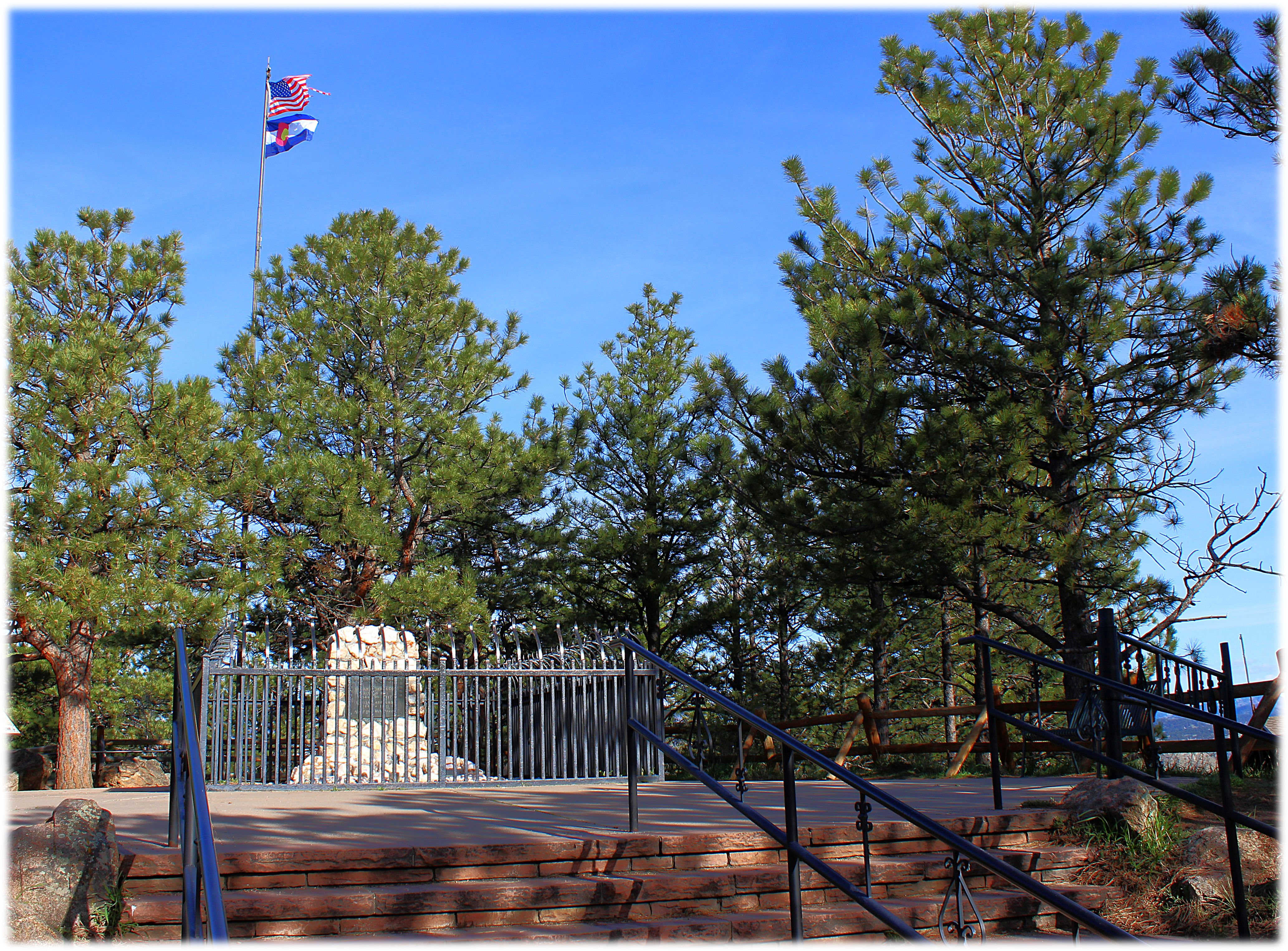
Das Grab von Buffalo Bill am Lookout Mountain bei Golden (Colorado)

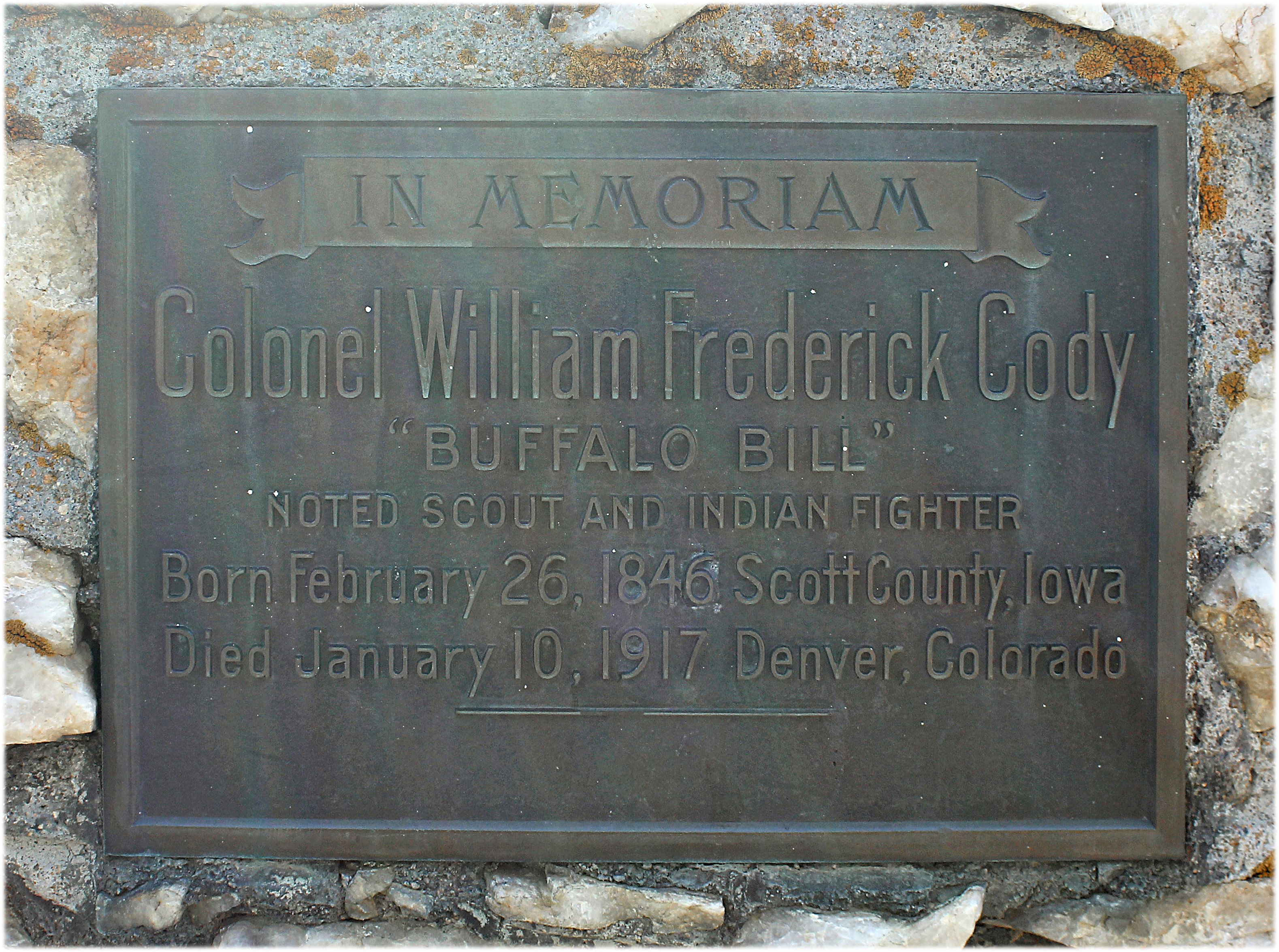
Gedenktafel am Grab von Buffalo Bill

William F. Cody starb am 10. Januar 1917 im Beisein von Familie und Freunden im Haus seiner Schwester in Denver, Colorado an Nierenversagen. Auf seinem Totenbett konvertierte er zur römisch-katholischen Kirche, er wurde am Tag vor seinem Tod von Pater Christopher Walsh von der Kathedrale zu Denver getauft. Nach seinem Tod erhielt er mehrere Ehrenbezeugungen, unter anderem von König Georg V., dem deutschen Kaiser Wilhelm II. und Präsident Woodrow Wilson. Auch die Indianer aus dem Pine Ridge Reservat, die durch seinen Tod ihren engagiertesten Fürsprecher verloren, würdigten ihn in einem Nachruf: „Ihr sollt wissen, dass das Volk der Sioux in Buffalo Bill einen guten und treuen Freund gefunden hatte. Unser Herz ist schwer von Trauer über seinen Verlust. Nur ein Trost bleibt uns; der Gedanke, dass wir uns eines Tages vor Wakan Tanka, vor unserem Schöpfer in den Ewigen Jagdgründen, wiedersehen.“ Cody wurde am Lookout Mountain in Golden, Colorado westlich der Stadt Denver, am Fuße der Rocky Mountains begraben. Die genaue Stelle seines Grabs wurde von seiner Schwester Mary Decker festgelegt. Streit gab es über den Begräbnisort mit der von ihm gegründeten Stadt Cody. Es wurde sogar ein Preis von 10.000 Dollar ausgelobt, wenn der Leichnam nach Cody gebracht wird. Das führte dazu, dass sein Grab von bewaffneter Nationalgarde bewacht wurde.

## Gedenken
Der „Legende Buffalo Bill“ gewidmet sind heutzutage unter anderem
- der Buffalo Bill State Park in Wyoming.
- der Name der „Buffalo Bills“, eines American-Football-Teams aus Buffalo in New York (der Name der Stadt ist allerdings eine Abwandlung aus dem französischen beau fleuve [schöner Fluss], hat also weder etwas mit Codys Spitznamen noch mit Bisons zu tun).
- die seit 1992 zweimal täglich im Disneyland Resort Paris im Disney Village aufgeführte Buffalo Bill’s Wild West Show,
- zwei – Indianerköpfe darstellende – Indianerbrunnen in der Karlsruher Südstadt, die vom Besuch Codys mit seiner Show 1891 in der Stadt zeugen,
- „eine kleine Sonderausstellung zum Thema“,[6] die im Braunschweiger Gerstäcker-Museum eingerichtet wurde und an den Besuch Codys 1890 in der Stadt erinnerte,
- eine kleine Westernstadt in Bretsch (Altmark) mit dem Namen „Cody“; alljährlich findet hier zum Unabhängigkeitstag der USA ein Westerntreffen statt, bei welchem ein Buffalo Bill und andere Westernlegenden auftreten
- die täglich aufgeführte Buffalo Bill’s Wild West Show in der Westernstadt Pullman City im Harz
- abgebildet als Artwork auf dem Cover des Albums Goblin von Tyler, the Creator
- Im Roman Das Schweigen der Lämmer (und dem gleichnamigen Film) wird der gesuchte Serienmörder Jame Gumb von der Polizei als „Buffalo Bill“ benannt. Er trägt dieses Pseudonym, weil er seine Opfer häutet.
- Der Spitzname des belgischen Fußballvereins KAA Gent
- Buffalo Bill ist ein Song von Eminem auf dem Album Relapse: Refill (2009).

## Filme
Zahlreiche Filme beleuchten das Leben einer der schillerndsten Figuren des Wilden Westens. Seit den 1970er Jahren wendete sich dabei auch der Blickwinkel auf das Schicksal der indianischen Urbevölkerung – so mit dem 1976 vom Regisseur Robert Altman produzierten Film Buffalo Bill and the Indians, or Sitting Bull’s History Lesson (deutscher Titel: Buffalo Bill und die Indianer).
Die Filmdokumentation Verschollene Filmschätze der Fernsehsender Arte und INA zeigt und analysiert historische Filmdokumente von Buffalo Bill.
- Buffalo Bill. Der Erfinder des Wilden Westens. Dokumentation, Regie: Markus Augé, ZDF, Deutschland/USA, 89 Minuten, 2024